# Sictuna strigata
Sictuna strigata är en insektsart som beskrevs av Walker, F. 1869. Sictuna strigata ingår i släktet Sictuna och familjen vårtbitare. Inga underarter finns listade i Catalogue of Life.